# Sclerochilus eximius
Sclerochilus eximius is een mosselkreeftjessoort uit de familie van de Bythocytheridae. De wetenschappelijke naam van de soort is voor het eerst geldig gepubliceerd in 1988 door Hao.